# Henri De Cocker
Henri De Cocker (Vurste, 15 september 1908 – Gent, 2 november 1978) was een Vlaams kunstschilder.
In 1934 schreef hij zich in aan de Koninklijke Academie voor Schone Kunsten van Gent. Vervolgens volgde hij lessen aan het Nationaal Hoger Instituut voor Schone Kunsten in Antwerpen.
In 1942 hield hij zijn eerste tentoonstelling in zaal Pan te Gent. Tot 1948 schilderde hij in expressionistische stijl. Verblijven in Parijs in 1948 en later brachten een kentering naar een lichtere periode die duurde tot 1952.  Een reis door Spanje in 1953 resulteerde in een reeks  werken met surreële en soms poëtische inslag. 
Nadien volgde een abstracte periode: kubisme, collages, madonna’s en vlekkencomposities, het tachisme - ook hier evolueerde hij van donker naar lichter.
In 1960 won hij de prijs van de kunstkritiek met zijn tentoonstelling van abstracte werken in de galerij “Le Zodiaque“ te Brussel.
Vanaf 1963 inspireerde hij zich opnieuw op het plattelandsleven en werd hij opnieuw de expressionist van het landschap.
Vanaf 1970 volgde fauvistisch werk.
In 1978 overleed hij toen hij als fietser werd aangereden door een vrachtwagen.